# Bill Nye
William Sanford Nye (født 27. november 1955) er en amerikansk ingeniør, tv-vært, komiker, skuespiller, forfatter og videnskabsmand, blandt andet kendt som Bill Nye the Science Guy, der som vært på den populærvidenskabelige tv-serie af samme navn, formidlede forskellige emner til børn i 1990'erne.
Nye er i øjeblikket leder af The Planetary Society, der blev startet af blandt andre Carl Sagan i 1980.

## Liv og karriere
Nye studerede maskinteknik ved Cornell University og modtog en B.S. i 1977.
 Dette afsnit eller denne liste er kun påbegyndt. Hvis du ved mere om emnet, kan du hjælpe Wikipedia ved at tilføje mere.

## Udvalgt bibliografi
- Undeniable: Evolution and the Science of Creation, med Corey S. Powell (2014), ISBN 978-1250007131
- Unstoppable: Harnessing Science to Change the World, med Corey S. Powell (2015), ISBN 978-1250007148